# Wojciech Sikora (polityk)
Wojciech Sikora (ur. 1 kwietnia 1874 w Krępie, zm. 14 grudnia 1939 w Lasku Winiarskim) – polski działacz społeczny, polityk ruchu ludowego, poseł na Sejm Ustawodawczy oraz I kadencji w II RP.

## Życiorys
Ukończył Królewskie Gimnazjum w Ostrowie oraz prawo na Uniwersytecie Wrocławskim.
Był animatorem ruchu śpiewaczego w Krępie. Uczestniczył w powstaniu wielkopolskim i akcji plebiscytowej.
W 1919 poseł na Sejm Ustawodawczy, członek zarządu Narodowego Stronnictwa Ludowego. Był członkiem klubu Narodowego Zjednoczenia Ludowego. Współtwórca Zjednoczenia Włościan. Od 1920 wraz z ZW w PSL „Piast”. W latach 1922–1927 był jedynym wielkopolskim posłem „Piasta”. Nie poparł ponownego oddzielenia ZW w 1928, ale secesja jego towarzyszy uczyniła z niego obiekt ataków politycznych. Wkrótce wycofał się z życia politycznego. Zajmował się w Ostrowie działalnością bankową i społeczną.
Aresztowany przez Niemców i rozstrzelany wraz z ówczesnymi ostrowskimi elitami w Lasku Winiarskim. Pochowany w Ostrowie na „nowym” cmentarzu katolickim, w kwaterze powstańców wielkopolskich.